# Maculinea delphinatus
Maculinea delphinatus är en fjärilsart som beskrevs av Hans Fruhstorfer 1910. Maculinea delphinatus ingår i släktet Maculinea och familjen juvelvingar. Inga underarter finns listade i Catalogue of Life.